# Helix (album van Amaranthe)
| Recensies         | Recensies |
| Publicatie        | Score     |
| ----------------- | --------- |
| Blabbermouth.net  | 7/10      |
| Metal Hammer (UK) | [ 2 ]     |

Helix (gestileerd in hoofdletters) is het vijfde studioalbum van de Zweeds-Deense heavy metalband Amaranthe. Het is ook het eerste album met Nils Molin (Dynazty), sinds het vertrek van Jake E.

## Tracklisting
Alle teksten zijn geschreven door Elize Ryd en Olof Mörck, alle muziek is geschreven door Mörck en Ryd, behalve waar genoteerd.
| 1.                 | The Score             | 3:41 |
| 2.                 | 365                   | 3:28 |
| 3.                 | Inferno               | 3:13 |
| 4.                 | Countdown             | 3:01 |
| 5.                 | Helix                 | 3:35 |
| 6.                 | Dream                 | 3:39 |
| 7.                 | GG6                   | 3:10 |
| 8.                 | Breakthrough Starshot | 3:12 |
| 9.                 | My Haven              | 3:43 |
| 10.                | Iconic                | 3:12 |
| 11.                | Unified               | 3:59 |
| 12.                | Momentum              | 3:22 |
| Totale duur: 41:15 |                       |      |

| 13.                | Say the Word       | 2:52 |
| 14.                | Dream (akoestisch) | 3:35 |
| Totale duur: 47:42 |                    |      |

| 13.                | Helix (akoestisch)   | 2:41 |
| 14.                | Unified (akoestisch) | 3:20 |
| Totale duur: 47:16 |                      |      |

| 13.                | Say the Word         | 2:52 |
| 14.                | Dream (akoestisch)   | 3:35 |
| 15.                | Helix (akoestisch)   | 2:41 |
| 16.                | Unified (akoestisch) | 3:20 |
| Totale duur: 53:43 |                      |      |

| 1.                 | 365 (muziekvideo)     | Patric Ullaeus | 3:30  |
| 2.                 | The Making of “365”   |                | 3:54  |
| 3.                 | The Making of “Helix” |                | 12:10 |
| Totale duur: 19:34 |                       |                |       |

## Artiesten
- Olof Mörck – gitaren, toetsen
- Elize Ryd – zang
- Morten Løwe Sørensen – drums
- Johan Andreassen – bas
- Henrik "GG6" Englund – zang
- Nils Molin – zang

- MusicBrainz release group: b36854d9-e3eb-4310-8b97-976a6d86db34